# ヴィッセル神戸
ヴィッセル神戸（ヴィッセルこうべ、英: Vissel Kobe）は、日本の兵庫県神戸市をホームタウンとする、日本プロサッカーリーグ（Jリーグ）に加盟するプロサッカークラブ。
親会社である楽天の巨額の出資を背景に、2010年代後半から国内外のスター選手を相次いで獲得し、2022年度時点でチーム人件費はJリーグ1位、J1クラブの平均値を大きく上回っている。
2014年まで三木谷浩史の個人資産管理会社が全額出資しており、現在の運営会社は楽天ヴィッセル神戸株式会社。2013年度まで当期純利益で10年連続単年度赤字を計上したが、三木谷の個人資産や楽天グループの資金調達で債務超過を解消させている。

## 概要
1966年創部の川崎製鉄水島サッカー部（1987年に川崎製鉄サッカー部に改称）が前身。1997年にJリーグへ加盟した。ホームスタジアムはノエビアスタジアム神戸、練習場はいぶきの森球技場（詳細は#スタジアム・練習場を参照）。
チーム名の「ヴィッセル」は、英語の「VICTORY（勝利）」と「VESSEL（船）」を合わせた造語。これは「勝利の船出」を意味し、国際港湾都市・神戸をイメージ。神戸市民の夢を乗せ、勝利に挑戦し続けるチームであることの誓いもこめている。
マスコットは神戸・兵庫に馴染みの深い、牛をモチーフとした「モーヴィ（MOVI）」。牛の鳴き声「モー」と勝利「ヴィクトリー」を合わせた造語。
運営会社は楽天ヴィッセル神戸株式会社（旧・株式会社クリムゾンフットボールクラブ）。2004年に同社が設立された当初は合同会社クリムゾングループ（楽天代表取締役の三木谷浩史の個人資産管理会社）からの全額出資であり、楽天からの出資は無かったが、2014年12月に楽天が運営会社の全株式を取得した。

## 歴史

### 創設
1993年12月に「神戸にプロサッカーチームをつくる市民の会（オーレKOBE）」が地元市民の有志により発足。同時期に岡山県倉敷市を本拠地とする川崎製鉄サッカー部の誘致活動を行い、川崎製鉄本社の意向もあり1994年3月に1995年からの神戸市へ移転が決まった。1994年6月、当時神戸市に本社を置いていた総合スーパーのダイエーがメインスポンサーとなり株式会社神戸オレンジサッカークラブを設立。1994年9月、クラブ名称が「ヴィッセル神戸」に決定した。

### 1995年 - 2003年

#### 1995年
1月1日、ヴィッセル神戸としてスタートしたが、練習初日の1月17日に阪神・淡路大震災が発生し、選手らは岡山県倉敷市のグラウンドで初練習を行った（2月6日）。なお、神戸市内の練習場「いぶきの森球技場（旧）」は1995年7月に完成した。また6月に後にクラブの象徴的存在となり「ミスター神戸」と称されたFW永島昭浩が加入した。
運営会社の筆頭株主だったダイエー（資本金10億円のうち、50%を出資）が震災の影響から3月に撤退した。当時強化部長だった安達貞至がスポンサー獲得に奔走、5月31日に運営会社の商号を株式会社ヴィッセル神戸に変更。ユニフォームにも白と黒のストライプにオレンジのラインが襟と袖に入っていたがダイエー撤退に伴い、オレンジからエメラルドグリーン（ヴィッセルブルー）に変更した。

#### 1996年
リーグ後半戦となる16節を前に当時現役デンマーク代表のミカエル・ラウドルップが加入。最終節でNTT関東に3-1で勝利したことで、ジャパンフットボールリーグ（JFL）準優勝、1997年シーズンからJリーグへ加盟した。

#### 1997年
リーグ第2節の名古屋グランパスエイト戦では永島昭浩が2ゴールを挙げ、チームはJリーグ初勝利を挙げた。同年、Jリーグ史上初のフェアプレー賞（高円宮杯）を受賞した。

#### 1998年
韓国代表FW金度勲を獲得し、永島との強力2トップを要したものの、シーズン途中には16連敗を喫するなど低迷。J1参入決定戦で札幌を下して何とかJ1残留を決めた。
シーズン終了後には伊藤ハムがユニフォーム胸スポンサーから撤退。

#### 1999年
監督に川勝良一が就任。2ndステージ終盤に4連勝を記録するなど、年間7位となり、2016年に更新されるまで長年クラブの最高順位記録だった。

#### 2000年
DF海本慶治がクラブ初の代表選手に選ばれた。2ndステージは連敗が続くなど苦しい戦いながらJ1に残留を果たした。この年限りで永島が現役を引退した。

#### 2001年
京都を退団したFW三浦知良、MF望月重良、DFシジクレイ、清水からMFサントスらが加入。神戸ウイングスタジアムのこけら落としとなった試合ではクラブ史上最多の3万813人を動員した。

#### 2002年
横浜から城彰二、G大阪から播戸竜二らを獲得するも、1stステージでは5連敗を喫するなど低迷し、川勝が辞任し後任にコーチを務めていた松田浩が昇格する形で就任した。2ndステージ開幕前にFWオゼアス、MFアリソンを獲得。最終節で清水を下しギリギリで残留を果たした。

#### 2003年
新たに副島博志を新監督に迎え、公式戦3連勝スタートを切ったが、1stステージ第14節大分戦ではワースト記録となる8失点で敗れるなど、年間通して多くの失点を喫する（リーグワースト63失点）。それでも終盤にカズ、播戸らの活躍で最終節を待たずして残留を決めた。
2003年12月15日、運営会社の株式会社ヴィッセル神戸は東京地方裁判所に民事再生法の適用を申請した。

### 2004年 - 2005年

#### 2004年
1月14日、兵庫県出身で楽天の代表取締役である三木谷浩史が代表を務める株式会社クリムゾンフットボールクラブ（2004年1月5日設立）が2月1日付でチームの営業権を譲り受けた。神戸市はチーム運営から撤退し、スタジアム使用などの側面支援を行うことになった。
イワン・ハシェックが監督に就任。2002 FIFAワールドカップのトルコ代表FWのイルハン・マンスズが加入し話題を集めたが、イルハンは出場は3試合にとどまり、シーズン途中に自らの希望で退団。2ndステージ開幕直前には、元東京Vを退団したばかりだったFWパトリック・エムボマ、鹿島アントラーズからFW平瀬智行、チェコの名門FKテプリツェからMFホルヴィらを獲得するなどテコ入れをおこなった。クラブは下位にとどまったが、播戸がリーグ戦17得点をあげ、得点ランキング3位タイとなった。

#### 2005年
東京Vから現役日本代表DF三浦淳宏を獲得。開幕戦で勝利して以降、公式戦12試合勝ちなしとなり、6節広島戦終了後に松永英機が辞任し、エメルソン・レオンが就任したが成績は上向かず、2か月余りで解任された。その後パベル・ジェハークが正式に監督に就任した。パベル就任後、戦力構想から外れた三浦知良が7月に横浜FCへ移籍。また同時期にDFホージェルと6月に加入したばかりのディエゴ・デ・ソウザがそれぞれクラブを去り、FWエムボマが怪我の影響もあり現役を引退した。
8月にブンデスリーガでのプレー経験もあるFWイヴォとDFマルティンを獲得。2004年加入のMFホルヴィを加えて、チェコ人3人体制となった。前年17得点を挙げた播戸が怪我で10月下旬まで離脱したことが響き、年間通して得点力不足を露呈。第7節に最下位に転落して以降、一度も最下位を脱出できず、11月20日の大宮戦に敗れ、J2に降格した。
また、監督は2004年から1年半の間にハシェック、加藤寛、松永英機、エメルソン・レオン、パベル・ジェハークとかわるがわる5人の指揮官が務めるなどクラブの迷走模様が浮き彫りとなった。

### 2006年（J2）
チームスローガン：Kobe Forever Forward
初代監督のスチュワート・バクスターが9年ぶりに監督に就任。GK掛川誠、DF菅原智、FW和多田充寿ら長年クラブに在籍した選手が契約満了で退団したほか、FW播戸竜二も古巣G大阪へ移籍したものの、現役日本代表だったMF三浦淳を始め多くの主力が残留した。DFラインには長年イングランド・プレミアリーグで長年プレー経験のあるDFエメルソン・トーメを獲得。攻撃陣にはJ1で出番の少なかったFC東京FW近藤祐介、広島FW茂木弘人を獲得。
トップチームにおいてサテライトチームを「ヴィッセル神戸U-21」として若手選手の育成強化のためのチームに特化させると共に、出場経験が少ない選手に対する実践機会提供を図る観点からSC鳥取（現：ガイナーレ鳥取）と提携。また、横浜FMユース、ナショトレ関西地区担当の安達亮がU-21監督に就任。
4月10日、クリムゾンFC社長の三木谷が代表取締役会長に就任。安達がGM兼任で代表取締役社長に就任。5月、読売サッカークラブや浦和、日本サッカー協会などで重要職を担ってきた佐藤英男がGMアシスタントとして就任。また、人工芝グラウンドがいぶきの森に完成した。
8月24日、バクスターが家庭の事情で帰国することになり、4日前にコーチとして神戸に復帰していた松田浩が監督に昇格。リーグ戦は、横浜FC・柏と自動昇格を争い、最終節で柏に逆転され3位の成績。最終戦で退場処分になった三浦を欠いたホームでの初戦は引き分け、12月9日、福岡との入れ替え戦第2戦は後半、FW近藤のゴールで先制。その後同点とされ福岡の猛攻を受けたが耐え凌ぎアウェーゴールで上回りJ1昇格を決めた。

### 2007年 - 2012年（J1）

#### 2007年
チームスローガン：トモニイコウ　We walk together forever
松田体制2年目。育成部長に滝川第二高等学校サッカー部監督・黒田和生が就任。
横浜FMからGK榎本達也、C大阪からFW大久保嘉人を完全移籍で、山形からFWレアンドロ、元全北現代のMFボッティを期限付き移籍で獲得した。浦和からMF酒井友之、新潟からMFディビッドソン純マーカス、福岡からレンタルでMF古賀誠史らを獲得。シーズン途中に主将MF三浦淳宏が起用法をめぐり、クラブと衝突し横浜FCへ移籍する形で退団した。
第21節から第26節まで5連敗したが、第31節の甲府戦に勝利してJ1残留が決まった。なお、最終順位は10位。目標とした一桁順位は届かなかったが、当時のクラブ最高勝ち点47を記録。また得点数58はリーグ4位を記録した。このシーズンをもってDFエメルソン・トーメが現役引退した。

#### 2008年
チームスローガン：トモニイコウ　We walk together forever
松田体制3年目。
韓国代表主将のMF金南一、大分から元日本代表FW松橋章太、横浜FMからMF吉田孝行、FC東京からMF鈴木規郎、甲府からFW須藤大輔などを獲得。一方で近藤祐介が期限付き移籍期限満了の為退団した。
大久保嘉人がキャプテン、北本久仁衛、榎本達也が副キャプテンとなった。開幕から好調を維持し、一時は2位につけていた。その後、レアンドロ、古賀誠史、北本久仁衛らが次々と怪我をし、一時は降格圏内まで順位が落ちたが、その後J1クラブ記録となる5連勝を達成するなどし、11月23日のFC東京戦で残留を決めた。天皇杯は4回戦で松本山雅FCにJリーグ加盟後の公式戦最多得点（8 - 0）で勝利したが、5回戦で鳥栖に敗退した。
共同通信によると11月時点で松田浩に監督続投を要請していたが、12月に松田が監督から解任された。また、栗原圭介、酒井友之らベテランに加え、ユース出身の4人もが契約満了により退団した。

#### 2009年
チームスローガン：トモニイコウ　We walk together forever
監督にCRフラメンゴからカイオ・ジュニオールが就任。
FW大久保嘉人がVfLヴォルフスブルクへ、FWレアンドロがG大阪へ移籍した一方、ブラジル人のFWマルセウ、MFアラン・バイーア、川崎からFW我那覇和樹、オーストリアのレッドブル・ザルツブルクから元日本代表DF宮本恒靖を獲得した。
リーグ戦は第5節（4月11日）の横浜FM戦で2006年以来の5失点で大敗。その後も下位に沈んだ。6月にFW大久保嘉人が復帰したが、6月30日にカイオ・ジュニオールがカタールクラブ監督を理由に監督を辞任。後任には和田昌裕がチーム統括本部長と兼任で就任した。さらに8月大宮や札幌の元監督の三浦俊也が監督に就任（和田はヘッドコーチに就任）。三浦の就任後は首位鹿島を下すなど8月は無敗で乗り切ったが、9月以降はなかなか勝ち点を伸ばせず、第33節に柏の降格が決定したため、残留が確定。シーズン成績は14位。

#### 2010年
チームスローガン：トモニイコウ　We walk together forever
三浦俊也体制2年目。社長職が安達から叶屋宏一へ交代。
主力MF金南一がロシアリーグに移籍した一方、草津からJ2で23得点あげたFW都倉賢、大分からMFエジミウソンを獲得。更に古賀誠史と内山俊彦が抜けた左サイドに大宮からDF冨田大介、柏からMFポポを獲得した。また、新卒として、北越高校からFW有田光希、久御山高校からMF森岡亮太が入団した。FW小川慶治朗がクラブ初の2種登録選手となった。またW杯での中断明けに練習に参加していたFWイ・ジェミンと7月に契約した。
開幕戦こそ勝利したが、代表戦で負傷した大久保嘉人のコンディションが上がらなかった事や、都倉や冨田といった新加入選手が出遅れた事もあり連勝できない状態が続いた。リーグ戦は17節から23節までの7試合で6人の退場者を出し、そのうちの2度がGK榎本達也の退場で、フィールドプレーヤーがGKを務める事態も2度生じた。9月11日の京都戦に敗北した翌9月12日に三浦俊也が解任され、和田が監督に就任。28節から7試合で勝ち点15を積み上げ、第33節終了時点で16位であったが、最終節で浦和戦に勝利し、第33節時点で15位のFC東京が敗れたため、最終順位15位でJ1残留が決まった。なお、2010年シーズンの反則ポイントが149となり150万円の反則金を課された（反則ポイント17位は大宮で100ポイント）。

#### 2011年
チームスローガン：トモニイコウ　We walk together forever
和田体制2年目。
小林久晃、冨田大介が甲府へ、エジミウソンが熊本へ、榎本達也が徳島へ、高橋祐太郎がC大阪へ、我那覇和樹がJFL・FC琉球へ完全移籍、坪内秀介（大宮）、荻晃太（甲府）がレンタル移籍先へ完全移籍した。
補強として、C大阪からDF羽田憲司、UAEリーグアル・ワスルからMFホジェリーニョが完全移籍で加入、DF柳川雅樹、MF馬場賢治がレンタル移籍から復帰した。
序盤は好調だったものの、ホーム広島戦でのMF三原雅俊の負傷離脱以降は9戦で3分6敗と低迷する。その後は補強選手が機能せず怪我人が多く、9試合勝ちなしなど苦しい戦いを強いられた が、「よりボールを保持し相手を圧倒するサッカー」 が浸透し、新主将吉田、大久保、朴康造、ドイツ2部のコットブスを退団しシーズン途中に加入したDF相馬崇人らベテラン勢の活躍もあり最終的には過去最高順位となる9位でリーグ戦を終え、シーズン目標に掲げていた「一桁順位達成」をクリアした。また、年間合計入場者数が昨年から引き続きJ1に在籍したクラブの中で唯一昨年より増加した（前年比103.1％）。

#### 2012年
チームスローガン：トモニイコウ　We walk together forever
和田体制3年目。
ボッティがフィゲイレンセFCへ、ホジェリーニョがセアラーSCへ、ポポが浦和へ、石櫃が名古屋へ、松岡が磐田へと移籍した。また、草津にレンタル移籍した柳川が栃木SCに、三島が水戸に、馬場が湘南に、楠瀬が松本に完全移籍。有田が愛媛に、紀氏が鳥取に、昨シーズン2種登録だった廣田がプロ契約後、岐阜にレンタル移籍。また、宮本が引退した。
補強は、G大阪から橋本英郎、高木和道、鹿島から田代有三、野沢拓也の計4人の元日本代表選手を獲得。また、山形からGK植草裕樹、ハイドゥク・スプリトを退団していた日本代表DF伊野波雅彦を獲得、またイ・グァンソン、奥井諒の2人の大卒選手が入団した。選手以外では3月に元FCバルセロナ副会長のマルク・イングラが取締役に就任。また、5月にはタイ・プレミアリーグのチョンブリーFCと業務提携を結んだ。
リーグ戦は開幕2連勝後に4連敗(ナビスコ杯を入れると6連敗)。第8節終了時で3勝5敗（ナビスコ杯を入れると3勝7敗）となり4月30日に和田を監督から解任。ヘッドコーチの安達亮が暫定監督に就き。5月19日にG大阪元監督の西野朗が就任した。2014 FIFAワールドカップ・アジア4次予選によるリーグ戦中断が開けた第14節から3連勝したが、9月以降にリーグ戦および天皇杯のSAGAWA SHIGA FC戦で公式戦9試合連続勝ちなし、うち3試合連続で逆転負けを喫した。11月7日の横浜FM戦に敗戦した翌8日に西野を監督から解任、ヘッドコーチの安達亮が後任監督に就任した が、第34節でサンフレッチェ広島戦に敗北し16位となり、J2降格が決定した。

### 2013年（J2）
チームスローガン：トモニイコウ。 We walk together forever
安達体制2年目。トップチームコーチに千葉前監督の木山隆之が就任し、武田治郎GKコーチの後任にはシジマールが就任した。
大久保が川崎へ、野沢が鹿島へ、伊野波が磐田へ、近藤が水戸へ、高木が大分へそれぞれ移籍。フェルナンド、アンデルソン、ペ・チョンソクが退団し、朴と羽田が現役を引退した。また嘉味田と廣田が鳥取へ期限付き移籍した。
補強は、浦和から2011年まで在籍していたFWポポを、清水からGK山本海人を、蔚山現代FCからMFエステバンをそれぞれ完全移籍で獲得し、川崎から杉浦恭平を期限付きで獲得。期限付き移籍していた有田光希、河本裕之、大屋翼、紀氏隆秀がチームに復帰し、ユースから松村亮、前田凌佑、和田倫季が昇格した。2月にブラジル・パルメイラスからFWマジーニョが期限付きで加入した。
開幕から3連勝。第4節京都戦に敗れたが、第5節から9試合負けなし（6勝3分）の成績。しかし、第16節・鳥取戦に敗れ、同節終了時点で第2節以来キープしてきた首位をG大阪に明け渡した。その後は第34節まで2位を維持し、第35節から第38節までは再び首位に立った。また、第37節・松本戦ではリーグ戦クラブ記録となる1試合7得点を記録した。第39節、勝てば2位以内確定となる3位京都との直接対決に引き分け、自力でのJ1復帰決定を逃す と同時に、再びG大阪に首位を明け渡したものの、第40節、先に試合を行った京都がG大阪に敗れた時点で神戸のシーズン2位以上が確定、1年でのJ1復帰を決めた。なお、J2リーグ戦は2位の成績。天皇杯は3回戦でC大阪に敗れた。

### 2014年 - （J1）

#### 2014年
チームスローガン：一致団結～One Team, One Family, One Dream～
安達体制3年目。2012年途中から就任したブローロフィジカルコーチが名古屋へ移籍し、2007年まで新潟でフィジカルコーチを務めたフラビオがフィジカルコーチに就任した。
ポポが磐田へ、イ・グァンソンが福岡へ、C大阪から期限付きの金、パルメイラスから期限付きのマジーニョが復帰、有田、三原がそれぞれ京都、長崎へ期限付き移籍、鳥取に期限付きしていた廣田、戦力外通告を受けた紀氏、都倉、林がチームを離れた。エステバンは選手登録を抹消され、済州ユナイテッドFCを経て2014年7月徳島ヴォルティスへ期限付き移籍となった。
戦力補強として、前年J1で16得点をあげたFWマルキーニョスを横浜FMから、Kリーグで17得点をあげたFWペドロ・ジュニオールを済州ユナイテッドFCから獲得。その他DF増川隆洋、高橋峻希、MFシンプリシオ、チョン・ウヨンが加入。川崎から期限付きで加入していたMF杉浦恭平は完全移籍で獲得。ユースからGK吉丸絢梓が昇格し、FW金容輔が興國高校より入団した。
リーグ戦第8節鹿島とのアウェーゲームに15年ぶりに勝利し、クラブ史上初のリーグ戦首位に立つなど、ワールドカップ中断期間までは3位。ナビスコカップではクラブ史上初の決勝トーナメント進出を果たした一方、天皇杯は2回戦（初戦）で関西学院大学に敗れた。11月2日に第31節サガン鳥栖戦の敗戦でAFCチャンピオンズリーグの出場が消滅し、その直後に約2年間指揮をとった安達亮監督のシーズン終了後の契約満了が発表された。最終的にシーズン終盤はリーグ戦4連敗を喫するなど11位。12月9日には橋本英郎、茂木弘人との契約満了を発表した。12月12日にはシジマールGKコーチ・フラビオフィジカルコーチの退任が発表された。それに伴いアレックストップチームGKコーチ・ピメンテウフィジカルコーチの就任とネルシーニョの監督就任が発表された。

#### 2015年
チームスローガン：一致団結～One Team, One Family, One Dream～
ネルシーニョ体制1年目。
植草が長崎、茂木が福島、橋本がC大阪、杉浦が仙台へ、河本が大宮へ完全移籍し、京都へ期限付き移籍していた有田はそのまま完全移籍となった。そのほか、シンプリシオと田代が退団し、森岡が海外移籍でクラブを退団した。松村は栃木へ1年間の期限付き移籍となった。
補強は、FC東京からFW渡邉千真、大宮からDF高橋祥平、鳥栖からDF安田理大、ブラジルからMFフェフージンと清水からブエノが期限付きで加入した。前年福岡から期限付きで加入したFW石津大介は期限を延長した。京都へ期限付き移籍していたMF田中英雄と長崎へ期限付き移籍していたMF三原雅俊が復帰。東福岡高校からMF増山朝陽、早稲田大学からGK松澤香輝が新人として入団した。
年間を通して故障で主力を欠くことが多く、4月以降はホームゲームで勝ち星を稼げず、1stステージは13位と低迷。2ndステージ開幕前にフェフージンとの契約を解除し、入れ替わる形で柏FWレアンドロが2008年以来7年ぶりにチームに復帰。2ndステージ開幕戦では、そのレアンドロも得点をあげるなど5-0と圧勝するスタートしたが、4節から6節まで3連敗。この時期はホームとして使用するノエビアスタジアムのピッチコンディションが悪く、試合後の記者会見で、ネルシーニョが「リズムを作れなかったのはピッチコンディションが影響した」と苦言を呈するほどだった。そのため、2ndステージ9節サガン鳥栖戦とナビスコカップ準々決勝柏レイソル戦は神戸ユニバー記念競技場に試合会場が変更された。9月から5連敗、2ndステージ14節時点で年間勝ち点15位と降格の可能性を残したが15・16節の残留を争うモンテディオ山形と松本山雅FCとの2連戦に連勝して残留を確定させた。ナビスコカップはベスト4、天皇杯はベスト8に入った。

#### 2016年
チームスローガン：一致団結～One Team, One Family, One Dream～
ネルシーニョ体制2年目。
奥井が大宮に、安田が名古屋、増川が札幌、ブエノが鹿島、森岡がポーランド・ヴロツワフ、チョン・ウヨンが中国・重慶力帆FCへそれぞれ完全移籍。マルキーニョスと和田が退団。
補強は、水戸からDF田中雄大を、鳥栖からMF藤田直之を、韓国・蔚山現代から韓国代表GKキム・スンギュを完全移籍で獲得。清水からDF村松大輔を期限付き移籍で獲得。栃木に期限付き移籍していたMF松村亮が復帰。ユースからDF藤谷壮、DF東隼也、MF中坂勇哉がトップチームへ昇格。関西学院大学から元ユース所属のMF小林成豪、阪南大学からMF松下佳貴が新卒入団した。また2月9日に磐田を退団したDF伊野波雅彦が4年ぶりに復帰することが発表された。2ndステージからSCインテルナシオナルからMFニウトンと浦和からDF橋本和が加入。
開幕戦は甲府に敗れたものの、2節の新潟戦で6-3の逆転勝利で初勝利。前年は怪我に泣かされたFWペドロ・ジュニオールが復調し、レアンドロとの2トップが固定されて以降は攻撃面は安定感を発揮したが、ボランチのコンビがなかなか定まらず、毎試合構成を変更を余儀なくされた。1stステージは12位と苦しんだが、2ndステージは前述したMFニウトンとDF橋本和を獲得。2ndステージ8節FC東京戦以降はリーグ戦8勝1分1敗と好成績を収めた。2ndステージ15節仙台戦で敗れたため、ステージ優勝の夢は途切れたものの、2ndステージを2位で終えた。年間成績は過去最高の7位。またFWレアンドロが19得点を挙げ、クラブ初のJリーグ得点王に輝いた。

#### 2017年
チームスローガン：一致団結～One Team, One Family, One Dream～
ネルシーニョ体制3年目。
相馬が引退、山本が千葉、高橋祥平が磐田、ペドロ・ジュニオールが鹿島、松澤が徳島、田中雄大が札幌へ完全移籍、松村が徳島、増山が横浜FCへ期限付き移籍、石津は期限付き移籍期間満了で福岡へ復帰、群馬へ期限付き移籍していた田代が退団した。
補強は、仙台からDF渡部博文、G大阪からMF大森晃太郎、FC東京からMF高橋秀人、湘南からFW大槻周平、ポルトガル1部リーグのスポルティングCPから昨年柏でプレーしたFW田中順也が完全移籍で加入。期限付き移籍だったDF橋本和が完全移籍で加入、吉丸、山口が期限付き移籍先から復帰した。また、元ドイツ代表FWルーカス・ポドルスキが加入して7月にチームへ合流。同じ7月にオランダ1部のADOデン・ハーグから、元日本代表FWハーフナー・マイクが加入した。
クラブ史上初の開幕4連勝を達成する好スタートを切ったものの、開幕戦で前年得点王のレアンドロが全治6か月の重傷を負うと（9月の復帰目前で再び同じ箇所を負傷しシーズン絶望となった）、4月中旬から下旬にかけて3連敗を喫するなど順位は低迷。ルーカス・ポドルスキが加入したものの、夏場に再び3連敗を喫し、8月16日にネルシーニョ監督との契約を解除し、吉田孝行ヘッドコーチが監督に就任した。守備を安定させ、攻撃では孤立気味だったポドルスキを自由にプレーさせるなどしたものの、シーズンラスト3ゲームはいずれも黒星でシーズン3度目の3連敗となった。リーグでの順位は9位となり、2年連続での1桁順位となった。天皇杯は準決勝でC大阪に敗れた。

#### 2018年
チームスローガン：一致団結～To Become the No.1 CLUB in Asia～
吉田体制2年目。
岩波が浦和へ完全移籍したほか、ニウトンがブラジル・バイーアへ、高橋秀人が鳥栖へ、大森がFC東京へ、徳重が長崎へ、徳島へ期限付き移籍していた松村が長野へ、田中英雄が宮崎へ完全移籍。東が福島へ、山口が大分へ、小林がモンテディオ山形へ、ウエスクレイがブラジル・セアラーへ、向井がFC今治から復帰後MIOびわこ滋賀へそれぞれ期限付き移籍。
福岡でJ2リーグ19得点を挙げたFWウェリントンをはじめ、浦和で優勝経験もあるDF那須大亮、仙台で主力としてプレーしていたMF三田啓貴、11年ぶりの復帰となるGK荻晃太、2015年までプレーしていた韓国代表MFチョン・ウヨンを完全移籍で、タイ代表DFティーラトンを期限付き移籍で加入した。昨年2種登録されたユース出身FW佐々木大樹、びわこ成蹊スポーツ大学出身のDF宮大樹、青森山田高校出身のMF郷家友太から入団した。また、クラブのスポーツダイレクターに2007年まで在籍した三浦淳寛を迎えた。チームキャプテンにはルーカス・ポドルスキが就任。5月にはFCバルセロナから、スペイン代表MFアンドレス・イニエスタの完全移籍が発表された。シーズン途中に徳島からDF大崎玲央とFC岐阜よりFW古橋亨梧を完全移籍で獲得。レアンドロが東京Vへ、チョン・ウヨンがアル・サッドへ完全移籍で退団。ハーフナー、小川がそれぞれ仙台、湘南へ期限付き移籍した。
新加入の三田、ウェリントンが早々にフィットしたことや、ルーキー佐々木・郷家といった若手選手の活躍、そしてワールドカップ後に加入したイニエスタの活躍もあり、一時は4位に浮上し、目標としたACL出場の可能性も現実味を帯びていたが、8月下旬から5連敗を喫し一気に順位を落とす。9月17日に吉田の監督契約を解除。アシスタントコーチの林健太郎を監督代行に据えて2試合を戦った後、後任としてフアン・マヌエル・リージョが就任した。残留の大一番となった31節名古屋戦を勝利するなど、シーズン終盤6試合で1敗で乗り切り、33節にJ1残留が確定した。

#### 2019年
チームスローガン：the No.1 Club in Asia ～ 一致団結 ～
リージョ体制2年目。
ニューヨーク・シティFCより元スペイン代表のFWダビド・ビジャが加入。他にもC大阪よりMF山口蛍、鹿島よりDF西大伍、G大阪よりDF初瀬亮が加入し、小川が期限付き移籍から復帰した。シーズン開幕後にはヴィトーリア・セトゥーバルよりDFダンクレー、FCバルセロナよりMFセルジ・サンペールが加入した。長沢、ティーラトン、ヤセルの期限付き移籍期間が満了したほか、藤田がC大阪へ、高橋が柏へ、大槻が山形へ、松下が仙台に移籍。神戸から期限付き移籍していた選手ではハーフナーは新たにバンコク・ユナイテッドFCへ、小林が山形への移籍期間満了を経て大分へ完全移籍した。
7月には、鳥栖でプレー経験のあるDFジョアン・オマリとバルセロナを退団したDFトーマス・フェルマーレンが完全移籍で加入した他、3年半在籍したGKキム・スンギュが退団した穴埋めとして横浜FMからGK飯倉大樹が完全移籍で加入。8月には佐々木大樹が期限付き移籍より復帰した他、大分から藤本憲明、ハンブルガーSVから酒井高徳が完全移籍で加入した。
開幕前の2月にはJリーグクラブでは初となるアメリカ合衆国を拠点にプレシーズンツアーを実施し、MLSのチームと試合を行った。また7月27日、FCバルセロナと「Rakuten Cup」にて、親善試合を行った。
4月17日、本人の意向により同日付でリージョの監督契約を解除。ヘッドコーチのイニーゴ・ドミンゲス、アシスタントコーチのホルヘ・ムニョスも同時に契約解除となった。後任には前年9月まで監督を務めた吉田が再び就任した。同時にポドルスキが主将を辞任し、新主将にイニエスタ、新副主将に山口と西を据えた。
その後4月から5月末にかけてリーグ戦クラブワーストとなる7連敗を喫するなど公式戦9連敗で順位を大きく落とし、中断期間中に吉田が退任。ドイツ人トルステン・フィンクが新指揮官に就任した。フィンク就任後に加入した酒井高徳、フェルマーレンが早々にフィットし、フォーメーションを3バックに固定して以降は不安定だった成績も安定。シーズン成績は8位に終わった。クラブ歴代最多の61得点をあげた一方で無失点試合がわずか5試合。59失点はリーグワースト2位となり、守備に課題を残すシーズンとなった。
その一方で、天皇杯は順調に勝ち上がり、新国立競技場のこけら落としとなった決勝で鹿島を下し、クラブ史上初タイトルを獲得。同時にAFCチャンピオンズリーグの出場権を獲得した。

#### 2020年
チームスローガン：the No.1 Club in Asia ～ 一致団結 ～
フィンク体制2年目。
ビジャ、那須、荻が現役を引退。橋本が岐阜へ、オマリがFC東京へ、宮が鳥栖へ、三原が柏へそれぞれ完全移籍。小林が横浜FCへ、増山が福岡へ期限付き移籍。その他、野田、ウェリントン、向井、ポドルスキ、ハーフナーが契約満了で退団した。
清水からドウグラス、筑波大学からDF山川哲史、山口からDF菊池流帆が加入。昨年期限付き移籍していたDF初瀬亮、MF中坂勇哉が復帰。
リーグ開幕に先駆けて開催されたFUJI XEROX SUPER CUP2020ではPK戦の末初優勝を飾った。コロナウイルスの中断期間やそれに伴うACLの日程変更などの影響で異例といえる過密な試合日程の中で勝ちきれない試合や試合終盤に競り負ける試合が多く、8月から9月にかけて7試合リーグ戦勝利なしとなった9月22日、家庭の事情でフィンクが退任。後任にはスポーツダイレクターの三浦淳寛が就任した。三浦新体制ではビベスアシスタントコーチが指揮した試合も含めて4連勝スタートを切ったものの、その後が続かず、リーグ戦は29節から34節にかけて6連敗を喫してシーズンを終えた。年間14位勝ち点36は2014年昇格以来最低となった。
初挑戦となったACLでは、2月のジョホール・ダルル・タクジムFC戦（後に大会を辞退したため無効試合）、水原三星ブルーウィングスに1-0と勝利。その後11月に再開され、広州恒大にも勝利しグループリーグを突破。決勝トーナメントでは上海上港と水原三星を下したが、準決勝で蔚山現代FCに延長戦の末敗れ、ベスト4で敗退した。

#### 2021年
三浦淳寛体制2年目。
西が浦和へ、小川が横浜FCへ、吉丸と藤谷が北九州へ完全移籍、渡部とダンクレーが契約満了で退団した。
東京Vから井上潮音、広島から廣永遼太郎、磐田から櫻内渚、前橋育英高校から櫻井辰徳、CRフラメンゴからリンコン、ケニア代表アユブ・マシカが加入。期限付き移籍していた小林友希と増山朝陽が復帰した。
シーズン途中に、古橋がスコットランドのセルティックへ、安井が町田へ、増山が大分へそれぞれ完全移籍し、藤本が清水へ期限付き移籍し、マシカが契約解除で退団した。8月に入り、ニューカッスル・ユナイテッドを退団した元日本代表FW武藤嘉紀、ヴェルダー・ブレーメンから日本代表FW大迫勇也、CFモントリオールを退団していた元バルセロナFWボージャン・クルキッチを獲得した。
前年の失点の多さや試合終盤での競り負けを改善し、逆に試合終盤で勝ち点を拾う・勝ち点3を奪い取る粘り強さを発揮。初瀬や中坂など出番の少なかった若手が出場機会を大きく伸ばした。ACL出場権を争う名古屋戦も、前半2点を先行されたがFW武藤・MFイニエスタの得点もあり勝ち点差を維持。下位チームとの試合での取りこぼしもなく、第37節横浜FM戦で試合には敗れたものの他会場の結果もあり、2度目のACL出場権を獲得した。21勝10分7敗勝ち点73でリーグ戦3位はクラブ史上最高成績を大幅に更新した。リーグ戦での連敗なしもクラブ史上初となった。

#### 2022年
三浦淳寛体制3年目。
DFトーマス・フェルマーレンが退団（後に現役引退）、FWドウグラスが柏へ、FW田中順也が岐阜へ完全移籍し、GK伊藤が群馬へ、MF櫻井が徳島へそれぞれ期限付き移籍。
清水へ期限付き移籍していたFW藤本が復帰し、そのほか浦和からDF槙野智章、MF汰木康也、横浜FMからMF扇原貴宏を完全移籍で獲得。また新卒として中央大学からGK坪井湧也とユースからDF尾崎優成が加入した。開幕後の3月27日にFIFAの暫定措置でロシア・FCロストフとの契約が一時停止となっていたMF橋本拳人が6月30日までの期限付き移籍で、4月1日には相生学院高校からMF日髙光揮が加入した。
シーズン途中の7月に、鳥栖からMF飯野七聖、韓国・仁川からFWステファン・ムゴシャ、韓国・江原から元日本代表MF小林祐希、CRフラメンゴからDFマテウス・トゥーレルを期限付き移籍で獲得した。一方で、7月に契約を延長したMF橋本がスペイン・SDウエスカへ移籍し、FWリンコンがブラジル・クルゼイロECへ2023年末までの期限付き移籍でチームを離れた。
3月15日に行われたACLプレーオフ・メルボルン・ビクトリー戦を延長の末4-3で下し、4月からの本選出場を決めた。一方リーグでは開幕から勝ち星に恵まれず、FW武藤、MFサンペールらがそれぞれ故障で長期離脱する苦しい流れに逆らえずクラブワースト更新となる7試合未勝利となり、3月20日付で三浦が契約解除となった。4月2日、6日の2試合はリュイス・プラナグマが暫定監督として指揮を執り、4月8日にミゲル・アンヘル・ロティーナが新監督として就任した。4月中旬より行われたACLグループリーグ4試合は2勝2分の戦績でグループステージを突破した。5月14日に行われた第14節のサガン鳥栖戦で開幕から12試合目にしてようやく初勝利を挙げた。しかしながらその後も流れに乗れず、前半戦17試合でわずか2勝と浮上のきっかけを見いだせないまま、第18節浦和レッズ戦後の6月29日、9試合で2勝1分6敗の責任を取らせる形でロティーナとの契約解除を発表。シーズン4人目の新指揮官として同クラブOBで2度指揮を執った経験のある吉田孝行が就任すると発表した。吉田就任後はリーグ戦3連勝を飾るなど順調な滑り出しを見せた。8月に集中開催されたACL決勝トーナメントはラウンド16の横浜FM戦に3-2で勝利し、ベスト8に進出。ラウンド8の全北現代モータース戦は延長の末1-3で敗れた。9月7日天皇杯準々決勝鹿島アントラーズ戦で敗北しシーズンの無冠が確定したものの、直後のリーグ戦以降は怪我から完全復活した大迫や途中加入の小林祐希の活躍もあり、残留争いをしていたG大阪、福岡との直接対決に勝利するなど2008年以来となる5連勝を達成した。10月22日に行われた静岡ダービーが引き分けに終わり、残り2試合を残して16位との勝ち点差が7に広がった為、来季J1残留が確定した。リーグ戦15試合消化時点での勝ち点一桁代からのJ1残留は2008年の千葉、2018年名古屋に次ぐ3例目となった。残留が決まって臨んだ上位川崎・横浜FM戦は2連敗で終え、勝ち点40の13位とシーズン前に期待された結果とは遠く及ばない結果でシーズンを終えた。

#### 2023年
DF槙野が現役引退を表明したほか、FWボージャンが契約満了に伴い退団。GK伊藤とDF櫻内がFC今治、GK飯倉が横浜FM、DF小林友がセルティック（スコットランド）、MF小林祐が札幌、MF郷家が仙台、MF井上が横浜FC、FW藤本が鹿児島、FW小田がハート・オブ・ミドロシアンFCへ完全移籍。前年徳島へ期限付き移籍していたMF櫻井は引き続き徳島へ期限付き期限を延長した。
戦力補強として、京都からDF本多勇喜、東京VからMF井出遥也、C大阪からFWジェアン・パトリッキが完全移籍で加入し、湘南から齊藤未月、ポルティモネンセSC（ポルトガル）からFW川﨑修平が期限付き移籍で加入した。東福岡高校からMF浦十蔵、びわこ成蹊スポーツ大学からMF泉柊椰が入団。ユースからDF寺阪尚悟、MF安達秀都、FW冨永虹七が昇格。シーズン開幕後、町田から高橋祥平が期限付き移籍で加入。9月3日、ガラタサライSK（トルコ）を退団した元スペイン代表のMFフアン・マタ、フェレンツヴァーロシュTCからハンガリー代表のMFバーリント・ヴェーチェイを完全移籍で獲得。
前年終盤にフィットした大迫をターゲットとするサッカーに移行。現代サッカーらしい走れて強い選手を集めた。攻撃では大迫や武藤が個人レベルの高さを発揮し、怪我なく戦い続けたことで、チームは首位を走ったが、消化試合数が1試合少ない中、迎えたシーズン前半戦折り返しのセレッソ大阪戦で敗戦。首位から陥落したものの2位で折り返した。シーズン途中の7月に入団以来クラブの顔としてプレーしてきた主将MFイニエスタとサンペールが双方合意の元で退団し、ムゴシャが古巣仁川へ移籍した。
大迫、山口、武藤、酒井ら元日本代表の実力者がハードワークを厭わなかったことでチームは一丸となった。前線からの守備を志向する同じスタイルの相手との対戦では、元日本代表のメンタル、経験、技術の差で競り勝つことができた。MF齊藤未月が不運な大怪我を負った以外は怪我人が少なく、シーズン後半戦もチームは安定し、28節からの上位対決を全て制した。
大迫は11月12日に埼玉スタジアム2002で行われた第32節の浦和戦で、後半アディショナルタイムにゴールキーパーの西川周作がセットプレーで上がっていた隙を突き、前川からのロングボールを受けてそのまま流し込み、1997年に永島昭浩が記録して以来26年ぶりとなるシーズン22ゴール目を決め、チームのJ1最多得点記録に並んだ。その後、第33節の名古屋戦では井出遥也と武藤嘉紀がゴールを決め、2-1で勝利。創設29年目、Jリーグ参入27年目で悲願のJ1リーグ初優勝を果たし、2019年度の天皇杯に続く2つ目のタイトルを獲得した。参入20年目だった2012年の広島を上回る最も遅い初優勝となった。また前年13位からの優勝は、昇格1年目で優勝した柏とG大阪の例を除いては、2019年の横浜FM（前年12位）を上回る最大の躍進となった。シーズンオフに開催されたJリーグアウォーズでは、クラブ史上最多の4人（酒井、山口、武藤、大迫）がベストイレブンに選ばれ、大迫は神戸所属選手として初めての最優秀選手賞（MVP）受賞となり、個人3冠（得点王・ベストイレブン・MVP）を達成した。

#### 2024年
吉田体制3年目。
前年シーズン途中加入したMFフアン・マタをはじめ、FW川﨑修平、MFバーリント・ヴェーチェイ、MF新井瑞希、DF高橋祥平、GK廣永遼太郎、GKフェリペ・メギオラーロが契約満了に伴い退団。6シーズン在籍したDF大﨑玲央がエミレーツ・クラブへ完全移籍し、GK坪井湧也（磐田）、DF尾崎優成（愛媛）、MF泉柊椰（大宮）、MF安達秀都（盛岡）、FW冨永虹七（讃岐）がそれぞれ他クラブへ期限付き移籍でクラブを離れた。
「1つのポジションに2人以上の選手が欲しい」と吉田が要望していた通りの大型補強が行われ、川崎からFW宮代大聖、セルティックからMF井手口陽介、長崎からMF鍬先祐弥、鹿島からDF広瀬陸斗、浦和からDF岩波拓也、千葉からGK新井章太と、他クラブの主力クラスを獲得。前年期限付き移籍で湘南から加入していたMF齊藤未月も完全移籍で獲得。そのほか新卒でGK髙山汐生、DF本間ジャスティン、MF山内翔が入団した。7月9日には讃岐に期限付き移籍していたFW冨永虹七が復帰。8月13日にはシャルルロワSC（ベルギー）からMF森岡亮太が2015年以来8年半ぶりに復帰した。
前年に続いて戦術は明確で大きな変更はなく、より手数をかけずにゴールに迫る事を志向した。勝てない時期もあったがシーズン中盤以降に順位を上げ、クラブ新記録となる6連勝も達成した。リーグ戦2試合を残して2位に勝ち点3差をつけ2連覇を射程圏内に捕らえた。
JリーグYBCルヴァンカップは5月22日の3回戦でカターレ富山に敗退したが、天皇杯は11月23日の決勝戦でガンバ大阪を1-0で下し、2019年度大会以来5大会ぶり2度目の優勝。
勝利すれば自力でのリーグ優勝が決まる最終節の湘南戦では宮代と武藤、扇原のゴールで3-0で勝利し、J1リーグと天皇杯優勝の2冠を達成し4つ目のタイトルを獲得。Jリーグ史上初のリーグ連覇と国内2冠の同時達成となった。

#### 2025年
吉田体制4年目。
6シーズン在籍し、主将を務めていたMF山口蛍がJ2長崎へ電撃移籍したほか、DF初瀬亮が海外移籍し、DF菊池流帆が町田へ移籍した一方、例年に比べ選手補強はJ1に昇格した岡山から神戸ユース出身DF本山遥ほかG大阪を退団していたDF松田陸新卒含む6名となった。シーズン開幕後に町田からFWエリキ、CDサンタ・クララからMFグスタボ・クリスマンをそれぞれ期限付き移籍で獲得した。
前年の9月に始まったACLエリートは8試合を戦って5勝1分2敗で3位で終えたが、山東泰山が最終節に棄権した事で、山東泰山戦の勝利が無効となり5位に転落。ベスト16で4位の光州FCと対戦し、3月5日にノエビアスタジアム神戸での第1戦を2-0で勝利した一方、3月12日の光州ワールドカップ競技場で2失点してしまい延長戦に持ち込まれると、延長後半12分にヤシル・アサニにペナルティーエリア外から左足を一閃され万事休す。ノエビアスタジアムでの2点リードを守れずに逆転でベスト16敗退となってしまった。

## タイトル・表彰

### 国内タイトル
- J1リーグ：2回
  - 2023, 2024
- 天皇杯 JFA 全日本サッカー選手権大会：2回
  - 2019, 2024
- スーパーカップ：1回
  - 2020

### 表彰
- J1フェアプレー賞高円宮杯：1回（1997年）
- J1フェアプレー賞：1回（2019年）
- J2フェアプレー賞：1回（2013年）

### 個人別
- J1リーグ
  - 最優秀選手 (MVP)
    - 2023年 - 大迫勇也
    - 2024年 - 武藤嘉紀

  - 得点王
    - 2016年 - レアンドロ
    - 2023年 - 大迫勇也

  - ベストイレブン
    - 2016年 - レアンドロ
    - 2019年 - アンドレス・イニエスタ
    - 2021年 - アンドレス・イニエスタ
    - 2023年 - 酒井高徳・山口蛍・武藤嘉紀・大迫勇也
    - 2024年 - マテウス・トゥーレル・大迫勇也・武藤嘉紀

  - フェアプレー個人賞
    - 1997年 - 永島昭浩
    - 2014年 - 森岡亮太
    - 2023年 - 前川黛也

  - 優勝監督賞
    - 2023年, 2024年 - 吉田孝行

  - 最優秀ゴール賞
    - 2019年 - ダビド・ビジャ

  - 月間MVP
    - 2016年9月度 - レアンドロ
    - 2021年6月度 - 古橋亨梧
    - 2021年10月度 - アンドレス・イニエスタ
    - 2023年11・12月度 - 大迫勇也
    - 2024年11・12月度 - 武藤嘉紀

  - 月間ベストゴール
    - 2018年8月度 - アンドレス・イニエスタ
    - 2018年11月度 - ルーカス・ポドルスキ
    - 2019年6月度 - ダビド・ビジャ
    - 2019年8月度 - 田中順也

  - 月間優秀監督賞
    - 2021年7月度 - 三浦淳寛
    - 2021年10月度 - 三浦淳寛
    - 2023年2・3月度 - 吉田孝行
    - 2023年11・12月度 - 吉田孝行
- J2リーグ
  - 月間MVP
    - 2013年3月度 - ポポ
    - 2013年9月度 - 小川慶治朗

## スタジアム・練習場
ホームスタジアムはノエビアスタジアム神戸であり、神戸総合運動公園ユニバー記念競技場でも不定期にホームゲームを開催している。なお、過去のホームゲーム開催スタジアムはヴィッセル神戸の年度別成績一覧#年度別入場者数を参照のこと。
練習場は神戸市西区井吹台東町七丁目（西神南ニュータウン）にある「いぶきの森球技場」が使われていたが、2003年10月にビオフェルミン製薬が練習場用地を新工場建設のために取得（2004年3月に引渡し） したため、2005年2月より神戸ハイテクパークに隣接する神戸市西区櫨谷町に約5億円かけて建設した「いぶきの森球技場」（名称は同一）に移転した。

### チケットの価格設定
ヴィッセル神戸は2009年シーズンから2016年シーズンまでの間、リーグ戦において対戦相手によってチケット価格が異なる制度を導入していた（カップ戦は設定なし）。A価格はB価格に比べて大人で1,000円、小中生で500円高い。なお、各年度のカテゴリの対象クラブは下表の通りだった。2017年は設定がなくなり、その後はダイナミックプライシングが導入されている。
| 年度 | 所属 | A価格                               | B価格                                                                                |
| 2009 | J1   | 浦和、FC東京、横浜FM、G大阪         | 山形、鹿島、大宮、千葉、柏、川崎、新潟、清水、磐田、名古屋、京都、広島、大分         |
| 2010 | J1   | 鹿島、浦和、G大阪、広島             | 仙台、山形、大宮、FC東京、川崎、横浜FM、湘南、新潟、清水、磐田、名古屋、京都、C大阪  |
| 2011 | J1   | 浦和、G大阪、C大阪                  | 仙台、山形、鹿島、大宮、柏、川崎、横浜FM、甲府、新潟、清水、磐田、名古屋、広島、福岡 |
| 2012 | J1   | 浦和、名古屋、G大阪、広島           | 札幌、仙台、鹿島、大宮、柏、FC東京、川崎、横浜FM、新潟、清水、磐田、C大阪、鳥栖      |
| 2013 | J2   | 設定無し                            | 設定無し                                                                             |
| 2014 | J1   | 浦和、G大阪、C大阪、広島            | 仙台、鹿島、大宮、柏、FC東京、川崎、横浜FM、甲府、新潟、清水、名古屋、徳島、鳥栖     |
| 2015 | J1   | 鹿島、浦和、柏、松本、名古屋、G大阪 | 仙台、山形、FC東京、川崎、横浜FM、湘南、甲府、新潟、清水、広島、鳥栖                 |
| 2016 | J1   | 鹿島、浦和、G大阪、広島             | 仙台、大宮、柏、FC東京、川崎、横浜FM、湘南、甲府、新潟、磐田、名古屋、福岡、鳥栖     |
| 2017 | J1   | 設定無し                            | 設定無し                                                                             |

## ユニフォーム

### チームカラー
- クリムゾンレッド（臙脂、2005年 - ）：希望と歓喜、アグレッシブ[47]
- 白：フェアプレー[47]
- 黒：力強さと闘争心[47]

### チームカラーの変遷
- 創立 - 1995年5月：白（   ）、黒（   ）、オレンジ（   ）
  - 前身の川崎製鉄サッカー部のチームカラーは赤（   ）。
- 1995年6月 - 2004年12月：白（   ）、黒（   ）、ヴィッセルブルー（   ）
  - 白：フェアプレー、黒：力強さと闘争心、ヴィッセルブルー：神戸の海と希望
  - 白と黒の縦縞（ヴィッセルストライプ）は協調を表し、黒が全ての光（市民の声、支援）を吸収し、白がそれを発していくことを意味。
- 2002年から2004年までアウェー用ユニフォームに採用されたシルバーは「パールのごときチームの珠玉の輝き」を表していた。
  - 2004年3月、ヴィッセルの経営権を2月に取得（経緯は上述）した株式会社クリムゾンフットボールクラブは、「停滞してきた経営イメージの払拭」や「力強いパッション（情熱）の表現」などを理由として、2005年からチームカラーを「クリムゾンレッド（臙脂）」を基調としたものに変更すると発表した[48]。2004年12月、新しいロゴ、エンブレムおよび2005年シーズンのユニフォームなどが発表された[49]。

### ユニフォームのうつりかわり
- 1997年から1998年の2シーズン、袖スポンサーの下部にJリーグから特例として認められたメッセージワッペン、「明日へ!!神戸」を付けていた。同じ神戸を本拠地とするプロ野球・オリックス・ブルーウェーブは「がんばろうKOBE」と付けていた。
- 1995年第4回JFLリーグ戦前期(5月-7月末)は袖スポンサーがなかった。さらに、1999年から2003年3月まで胸スポンサーがなく、チームロゴを付けていた。
- 2005年は阪神・淡路大震災から10年の節目を迎えるにあたり、神戸市主催の「震災10年 神戸からの発信」事業に協賛し、オリジナルロゴを右袖のJリーグマークの下部に付けていた。
- 2005年から、背番号の下部に選手名が入るようになった。
- 2008年から、右袖のJリーグマークの下部に地域名「KOBE」が入るようになった。
- 2010年から、GKユニフォームのみ3rdユニフォーム（シャツ：緑、パンツ：緑、ストッキング：緑）を使用。
- 2007年から2009年まで番号の縁取り、2008年から2009年までユニフォームのパイピングに「ゴールド」が使用。
- 2010年から2012年までユニフォームのパイピングに「ベージュ」が使用。
- 2015年のGKユニフォームの2ndのカラーリングは、従来の緑色ではなく青色を採用。それに伴い1stのカラーリングが黄色から緑色に変更された[50]。なお、黄色は2015年のスペシャルユニフォームのGKのカラーリングとして採用された。[51]
- 2016年は1stユニフォームとして黒を基調としたストライプ柄を12年ぶりに採用[52]。ユニフォームの袖部分にクラブ名の由来にもなっている船のシルエット、裾部分に錨マークがプリントされている。また、GKユニフォームの2ndのカラーリングが青から黄色へと戻っている。
- 2015年から襟の内部にロゴがつけられるようになり、2015年は「VISSEL 20 YEARS」、2016年は「一致団結」のロゴが付けられている。
- 2018年はクラブ初となるフィールドプレーヤーの3rdユニフォームを採用。3rdユニフォーム採用に伴い2ndユニフォームは白ではなく水色となっている。
- 2020年、2025年は前年の天皇杯を優勝したため天皇杯優勝ロゴが2020年はユニフォーム左下、2025年は左袖ノエビアロゴ下に付けられている。
- 2022年のACLユニフォームはリーグ戦ユニフォームからサイドパネルのカラーを変更したものが使用されていたが、AFCよりユニフォームデザインの一部がACLのレギュレーションに反すると指摘が入ったため、菱形に六甲山と神戸ポートタワーのイラストが入った部分を削除し、「Rakuten」ロゴのみにしたものがノックアウトステージにて使用された[53]。
- 2024年、2025年は前年のJ1リーグを優勝したため右袖のJリーグバッジが金色のチャンピオンバッジとなる。
- 2025年はユニフォーム左下に30周年記念ロゴが付けられている。

スペシャルユニフォーム
- 2014年
  - 当時の運営会社であった株式会社クリムゾンフットボールクラブの10周年を記念して緑を基調としたユニフォームを採用。川崎重工業が協賛する試合[注釈 2] で着用[54]。スペシャルユニフォームで唯一夏季以外のホームゲームで着用された（第32節横浜FM戦）。
- 2015年
  - クラブ創立から20年を記念して神戸の夜景をイメージした黒いユニフォームを採用[55]。2ndステージのホーム5試合で着用[注釈 3]。ちなみに、GKユニフォームは神戸の朝焼けをイメージしている。
- 2017年
  - 神戸港の開港150周年を記念し、神戸市民の花である紫陽花をモチーフとしたピンクと紫のツートンカラーのユニフォームを採用[56]。夏季のホーム4試合で着用[注釈 4]。GKユニフォームは2ndユニフォームと同じ黒だがスペシャルユニフォームに合わせたデザインとなっている。
- 2020年
  - クラブ創立から25年を記念して創立～2004年まで使用していた黒と白のストライプユニフォームを採用[57]。夏季のホーム3試合で着用[注釈 5]。黄と水色のGKユニフォームもスペシャルユニフォームに合わせたデザインとなっている。
- 2025年
  - クラブ創立から30年を記念して創立～2004年まで使用していた黒と白のストライプユニフォームを採用[58]。夏季のホーム3試合[注釈 6]と30周年記念チャリティーマッチ「LEGENDS MATCH」で着用。また、パンツ背面スポンサーが追加されており、「MIZUHO」(みずほ銀行、みずほ証券)が掲出される。GKユニフォームもスペシャルユニフォームに合わせたデザインとなっており、1stはクリムゾンレッドの濃淡ストライプ、2ndはヴィッセルブルーと黒のストライプ。

### ユニフォームスポンサー
| 掲出箇所   | スポンサー名             | 表記 | 掲出年   | 備考 |
| 胸         | 楽天モバイル             | Rakuten Mobile | 2023年 - | |
| 鎖骨       | ビショップ               | DANTON FRANCE | 2024年 - | 左側に表記 |
| 鎖骨       | セイバン                 | SEiBAN | 2024年 - | 右側に表記 |
| 背中上部   | 川崎重工業               | Kawasaki | 2025年 - | 2003年は胸 2004年 - 2018年は背中上部 2019年 - 2024年は背中下部 2014年は「Kawasaki Powering your potential」表記 2015年 - 2017年の2nd / GK 3rd及び 2014年 - 2015年の特別ユニフォームは「川崎重工」表記 |
| 背中下部   | シュゼット               | アンリ・シャルパンティエ                                                                                               | 2025年 - | 2016年 - 2018年は背中下部 2019年 - 2024年は背中上部 2019年のFP 1st・3rd / GK 1stは「HENRI CHARPENTIER」表記                                                                                           |
| 袖         | ノエビア                 | NOEVIR | 2016年 - | |
| パンツ前面 | デジアラホールディングス | デジアラ HOLDINGS （1st / GK 1st / 30th） ガーデンプラス （2nd / GK 2nd / 30th GK 2nd） エクスショップ （30th GK 1st） | 2023年 - | 2022年はパンツ背面 2022年は1stは「エクスショップ」、3rdは「デジアラ HOLDINGS」表記 2023年は2nd / GK 2ndは「ガーデンプラス」表記 2024年は2nd / GK 2ndは「エクスショップ」表記                          |
| パンツ背面 | なし                     | - | -        | 30周年記念ユニフォームにはパンツ背面に『みずほ銀行』/『みずほ証券』が入る。表記は「MIZUHO」 |

### ユニフォームサプライヤーの遍歴
- 1995年 - 1996年：アシックス
  - 1995年のみサテライトリーグではミズノ製を着用。
- 1997年 - 1998年：アディダス
- 1999年 - 現在：アシックス

### 歴代ユニフォーム
| FP 1st      | FP 1st      | FP 1st      | FP 1st      | FP 1st |
| ----------- | ----------- | ----------- | ----------- | ------ |
| 1997 - 1998 | 1999 - 2002 | 2003 - 2004 | 2005 - 2006 | 2007   |
| 2008        | 2009 - 2010 | 2011        | 2012        | 2013   |
| 2014        | 2015        | 2016        | 2017        | 2018   |
| 2019        | 2020        | 2021        | 2022        | 2023   |
| 2024        | 2025 -      |             |             |        |
|             |             |             |             |        |

| FP 2nd      | FP 2nd      | FP 2nd      | FP 2nd | FP 2nd      |
| ----------- | ----------- | ----------- | ------ | ----------- |
| 1997 - 1998 | 1999 - 2001 | 2002 - 2003 | 2004   | 2005 - 2006 |
| 2007        | 2008        | 2009        | 2010   | 2011        |
| 2012        | 2013        | 2014        | 2015   | 2016        |
| 2017        | 2018        | 2019        | 2020   | 2021        |
| 2022        | 2023        | 2024        | 2025 - |             |
|             |             |             |        |             |

| FP Other                                 | FP Other                                 | FP Other                      | FP Other             | FP Other                   |
| ---------------------------------------- | ---------------------------------------- | ----------------------------- | -------------------- | -------------------------- |
| 2014 · クリムゾンFC · 10周年記念         | 2015 · クラブ · 20周年記念               | 2017 · 神戸開港 · 150周年記念 | 2018 3rd             | 2019 3rd                   |
| 2020 · クラブ · 25周年記念               | 2021 3rd                                 | 2022 3rd                      | 2022 · ACL 1st       | 2022 · ACL 2nd             |
| 2022 · ACL 1st · ノックアウト · ステージ | 2022 · ACL 2nd · ノックアウト · ステージ | ACLE · 2024/25 · 1st          | ACLE · 2024/25 · 2nd | 2025 · クラブ · 30周年記念 |
| ACLE · 2025/26 · 1st                     | ACLE · 2025/26 · 2nd                     |                               |                      |                            |
|                                          |                                          |                               |                      |                            |

### 歴代ユニフォームスポンサー表記
| 年度 | 箇所           | 箇所                                                       | 箇所             | 箇所                                                                               | 箇所                     | 箇所           | 箇所 | 箇所                                                                                      | サプライヤー |
| 年度 | 胸             | 鎖骨左                                                     | 鎖骨右           | 背中上部                                                                           | 背中下部                 | 袖             | パンツ前面 | パンツ背面                                                                                | サプライヤー |
| 1995 | 伊藤ハム       | 解禁前                                                     | 解禁前           | asics / ノーリツ                                                                   | 解禁前                   | - / ARKA       | - | 解禁前                                                                                    | asics        |
| 1996 | 伊藤ハム       | 解禁前                                                     | 解禁前           | ノーリツ                                                                           | 解禁前                   | ARKA           | - | 解禁前                                                                                    | asics        |
| 1997 | 伊藤ハム       | 解禁前                                                     | 解禁前           | ノーリツ                                                                           | 解禁前                   | KIRIN          | - | 解禁前                                                                                    | adidas       |
| 1998 | 伊藤ハム       | 解禁前                                                     | 解禁前           | ノーリツ                                                                           | 解禁前                   | KIRIN          | - | 解禁前                                                                                    | adidas       |
| 1999 | -              | 解禁前                                                     | 解禁前           | ノーリツ                                                                           | 解禁前                   | KIRIN          | - | 解禁前                                                                                    | asics        |
| 2000 | -              | 解禁前                                                     | 解禁前           | ノーリツ                                                                           | 解禁前                   | KOBE           | - | 解禁前                                                                                    | asics        |
| 2001 | -              | 解禁前                                                     | 解禁前           | ノーリツ                                                                           | 解禁前                   | KOBE / HAA神戸 | - | 解禁前                                                                                    | asics        |
| 2002 | -              | 解禁前                                                     | 解禁前           | ノーリツ                                                                           | 解禁前                   | HAA神戸        | - | 解禁前                                                                                    | asics        |
| 2003 | Kawasaki       | 解禁前                                                     | 解禁前           | ノーリツ                                                                           | 解禁前                   | HAA神戸        | - | 解禁前                                                                                    | asics        |
| 2004 | 楽®天          | 解禁前                                                     | 解禁前           | Kawasaki                                                                           | 解禁前                   | FULLCAST       | 大和証券 SMBC | 解禁前                                                                                    | asics        |
| 2005 | 楽®天          | 解禁前                                                     | 解禁前           | Kawasaki                                                                           | 解禁前                   | SPORTS DEPO    | 伊藤ハム | 解禁前                                                                                    | asics        |
| 2006 | 楽®天          | 解禁前                                                     | 解禁前           | Kawasaki                                                                           | 解禁前                   | SPORTS DEPO    | 伊藤ハム | 解禁前                                                                                    | asics        |
| 2007 | 楽®天          | 解禁前                                                     | 解禁前           | Kawasaki                                                                           | 解禁前                   | SPORTS DEPO    | KitΔC | 解禁前                                                                                    | asics        |
| 2008 | 楽®天          | 解禁前                                                     | 解禁前           | Kawasaki                                                                           | 解禁前                   | SPORTS DEPO    | KitΔC | 解禁前                                                                                    | asics        |
| 2009 | 楽®天          | 解禁前                                                     | 解禁前           | Kawasaki                                                                           | 解禁前                   | SPORTS DEPO    | スカルプD | 解禁前                                                                                    | asics        |
| 2010 | 楽®天          | 解禁前                                                     | 解禁前           | Kawasaki                                                                           | 解禁前                   | SPORTS DEPO    | スカルプD | 解禁前                                                                                    | asics        |
| 2011 | 楽®天          | 解禁前                                                     | 解禁前           | Kawasaki                                                                           | 解禁前                   | SPORTS DEPO    | スカルプD | 解禁前                                                                                    | asics        |
| 2012 | 楽®天          | 解禁前                                                     | 解禁前           | Kawasaki                                                                           | 解禁前                   | スカルプD      | スマ婚 | 解禁前                                                                                    | asics        |
| 2013 | ®Rakuten       | 解禁前                                                     | 解禁前           | Kawasaki                                                                           | 解禁前                   | スカルプD      | es e-zakkamania | 解禁前                                                                                    | asics        |
| 2014 | ®              | 解禁前                                                     | 解禁前           | Kawasaki Powering your potential （通常） 川崎重工 （特別）                        | 解禁前                   | スカルプD      | es e-zakka mania | 解禁前                                                                                    | asics        |
| 2015 | ®              | 解禁前                                                     | 解禁前           | Kawasaki （1st） 川崎重工 （2nd / GK 3rd / 特別）                                  | 解禁前                   | スカルプD      | es e-zakka mania | 解禁前                                                                                    | asics        |
| 2016 | ®              | 解禁前                                                     | 解禁前           | Kawasaki （1st） 川崎重工 （2nd / GK 3rd）                                         | アンリ・シャルパンティエ | NOEVIR         | e-zakka mania | 解禁前                                                                                    | asics        |
| 2017 | ®Rakuten       | 解禁前                                                     | 解禁前           | Kawasaki （1st） 川崎重工 （2nd / GK 3rd）                                         | アンリ・シャルパンティエ | NOEVIR         | e-zakka mania | 解禁前                                                                                    | asics        |
| 2018 | Rakuten        | - / Rakuten Aspyrian がん克服。生きる。 CONQUERING Cancer. | - / Rakuten toto | Kawasaki                                                                           | アンリ・シャルパンティエ | NOEVIR         | e-zakka mania | 解禁前                                                                                    | asics        |
| 2019 | Rakuten        | Rakuten Aspyrian がん克服。生きる。 CONQUERING Cancer.     | Rakuten toto     | HENRI CHARPENTIER （1st / 3rd / GK 1st） アンリ・シャルパンティエ （2nd / GK 2nd） | Kawasaki                 | NOEVIR         | ケンミン 焼ビーフン | 解禁前                                                                                    | asics        |
| 2020 | Rakuten        | Rakuten Medical がん克服。生きる。 CONQUERING Cancer.      | Rakuten toto     | アンリ・シャルパンティエ                                                           | Kawasaki                 | NOEVIR         | ケンミン 焼ビーフン | -                                                                                         | asics        |
| 2021 | Rakuten        | Rakuten Medical がん克服。生きる。 CONQUERING Cancer.      | Rakuten toto     | アンリ・シャルパンティエ                                                           | Kawasaki                 | NOEVIR         | ケンミン 焼ビーフン | -                                                                                         | asics        |
| 2022 | Rakuten        | Regain                                                     | Rakuten toto     | アンリ・シャルパンティエ                                                           | Kawasaki                 | NOEVIR         | ケンミン 焼ビーフン | エクスショップ （1st / GK 1st） ガーデンプラス （2nd / GK 2nd） デジアラ HOLDINGS （3rd） | asics        |
| 2023 | Rakuten Mobile | ショーワグローブ                                           | Rakuten toto     | アンリ・シャルパンティエ                                                           | Kawasaki                 | NOEVIR         | デジアラ HOLDINGS （1st / GK 1st） ガーデンプラス （2nd / GK 2nd）                                                     | -                                                                                         | asics        |
| 2024 | Rakuten Mobile | DANTON FRANCE                                              | SEiBAN           | アンリ・シャルパンティエ                                                           | Kawasaki                 | NOEVIR         | デジアラ HOLDINGS （1st / GK 1st） エクスショップ （2nd / GK 2nd）                                                     | Rakuten toto                                                                              | asics        |
| 2025 | Rakuten Mobile | DANTON FRANCE                                              | SEiBAN           | Kawasaki                                                                           | アンリ・シャルパンティエ | NOEVIR         | デジアラ HOLDINGS （1st / GK 1st / 30th） ガーデンプラス （2nd / GK 2nd / 30th GK 2nd） エクスショップ （30th GK 1st） | MIZUHO （30th）                                                                           | asics        |

## アカデミー
創設時に、神戸フットボールクラブからユース・ジュニアユースを移管して、アカデミーが発足した。
2005年、育成支援個人協賛会「Vitamin Club（ヴァイタミンクラブ）」が発足した。
2006年、伊丹ジュニアユースチームを設立。
2009年3月、「いぶきの森球技場」に近い神戸市西区櫨谷町福谷に選手寮（通称：三木谷ハウス）が完成した。総工費は約2億3,000万円で全額を三木谷が負担し、前札幌GMの村野晋が寮長に、また夫人である村野明子が寮母となった。また、育成部長の黒田和生がユース監督に就任した。
2011年12月、地域のスポーツ活動の普及・育成に寄与することを目的に、一般社団法人ヴィッセル神戸スポーツクラブが創設された。

### 主なタイトル

#### ユース
- Jリーグユース選手権大会

優勝2回（1999, 2013）
- 高円宮杯U-18サッカーリーグ プレミアリーグウエスト

優勝2回（2013, 2017）
- サニックス杯国際ユースサッカー大会

優勝1回（2011）
- JFAプリンスリーグU-18関西

優勝3回（2006, 2009, 2011）

#### ジュニアユース
- 日本クラブユースサッカー選手権 (U-15)大会

優勝1回（2009年）
- 高円宮杯全日本ユース(U-15)サッカー選手権大会

優勝1回（2009年）

## 地域貢献活動

### パートナータウン
ホームタウンである神戸市の他にクラブ独自の施策として「ヴィッセル神戸を応援する首長の会」に参加する兵庫県内の40市町を「パートナータウン」と呼称し、国立競技場開催の主催試合で場外にブースを出店したり、夏祭りに参加するなど連携の強化を図っている。

## メディア
- 毎日放送（MBS）
  - 「VVヴィッセル」（2014年7月16日-2015年11月）※2014年度は月一回放送、2015年度は11月を除き偶数月のみ放送。
  - 「KICK OFF! KANSAI」（2023年4月1日-）
- 朝日放送テレビ（ABC）
  - 「Jフットニスタ」（2015年4月7日-）
- サンテレビジョン（SUN）
  - 「ヴィッセルスタジアム」（不定期放送）※2016年度は月一回放送
  - 「ヴィッセルLive!」（試合中継番組。2017年 - ）

## 決算

### 損益
| 年度 | リーグ | 収入  | 広告料 | 入場料 | 配分 | その他 | 費用  | 事業費 | 人件費 | 管理費 | 利益   | 純利益 |
| 2005 | J1     | 1,876 | 692    | 439    | 250  | 495    | 3,105 | 2,621  | 1,500  | 484    | -1,228 | -1,054 |
| 2006 | J2     | 1,362 | 528    | 215    | 134  | 482    | 2,031 | 1,600  | 1,024  | 430    | -669   | -488   |
| 2007 | J1     | 1,865 | 660    | 329    | 243  | 633    | 2,422 | 1,926  | 1,317  | 496    | -557   | -75    |
| 2008 | J1     | 2,026 | 725    | 392    | 227  | 682    | 2,505 | 2,019  | 1,369  | 486    | -479   | -354   |
| 2009 | J1     | 2,446 | 715    | 421    | 228  | 1,082  | 2,722 | 2,273  | 1,545  | 449    | -276   | -538   |
| 2010 | J1     | 2,035 | 710    | 401    | 210  | 714    | 2,275 | 1,810  | 1,167  | 465    | -240   | -53    |

- 金額の単位: 百万円
- 人件費は事業費に含まれる。

出典: 各年度のJクラブ決算一覧。
2005、
2006、
2007、
2008、
2009、
2010
| 年度 | リーグ | 収益  | 広告料 | 入場料 | 配分 | 育成 | その他 | 費用  | 人件費 | 試合 | トップ | 育成 | 女子 | 販売 | 利益 | 純利益 |
| 2011 | J1     | 2,059 | 708    | 392    | 206  | 219  | 534    | 2,149 | 1,010  | 186  | 243    | 100  | 0    | 610  | -90  | -133   |
| 2012 | J1     | 2,250 | 742    | 454    | 202  | 225  | 627    | 2,364 | 1,157  | 176  | 264    | 107  | 0    | 660  | -114 | -296   |
| 2013 | J2     | 1,960 | 682    | 339    | 104  | 231  | 604    | 2,401 | 1,160  | 187  | 304    | 115  | 0    | 635  | -441 | -370   |
| 2014 | J1     | 2,471 | 945    | 486    | 211  | 247  | 582    | 2,954 | 1,348  | 215  | 439    | 124  | 0    | 828  | -483 | 1,746  |
| 2015 | J1     | 3,663 | 2,198  | 425    | 188  | 240  | 612    | 3,561 | 1,767  | 271  | 496    | 111  | 0    | 916  | 102  | 11     |

- 金額の単位: 百万円

出典: 各年度のJクラブ決算一覧。
2011、
2012、
2013、
2014、
2015
| 年度 | リーグ | 収益  | 広告料 | 入場料 | 配分 | 育成 | 物販 | その他 | 費用  | 人件費 | 試合 | トップ | 育成 | 女子 | 物販 | 販売  | 利益 | 純利益 |
| 2016 | J1     | 3,865 | 2,221  | 427    | 190  | 219  | 130  | 678    | 3,823 | 2,068  | 337  | 171    | 70   | 0    | 143  | 1,034 | 42   | 29     |

- 金額の単位: 百万円

出典: 各年度のJクラブ決算一覧。
2016

### 資産
| 年度 | 総資産 | 総負債 | 純資産 | 資本金 |
| 2005 | 3,382  | 5,593  | 2,210  | 98     |
| 2006 | 2,809  | 2,638  | 170    | 98     |
| 2007 | 1,012  | 917    | 95     | 98     |
| 2008 | 829    | 1,089  | -259   | 98     |
| 2009 | 1,441  | 2,247  | -806   | 98     |
| 2010 | 913    | 1,774  | -861   | 98     |
| 2011 | 909    | 1,865  | -956   | 98     |
| 2012 | 788    | 2,040  | -1,252 | 98     |
| 2013 | 610    | 2,231  | -1,622 | 98     |
| 2014 | 679    | 556    | 122    | 98     |
| 2015 | 1,220  | 1,087  | 133    | 98     |
| 2016 | 1,371  | 1,208  | 163    | 98     |

- 金額の単位: 百万円

出典: 各年度のJクラブ決算一覧。
2005、
2006、
2007、
2008、
2009、
2010、
2011、
2012、
2013、
2014、
2015、
2016